# 北郷久定
北郷 久定（ほんごう ひさただ）は、江戸時代前期の薩摩藩士。都城私領主である北郷家16代当主。

## 生涯
正保元年（1644年）、2代藩主島津光久の次男として鹿児島で生まれる。寛永18年（1641年）、北郷家15代当主の北郷久直は25歳で死去し、男子がなかったため、北郷氏は一時期当主不在となった。
当主不在の間、『都城島津家歴代史 全』によると久直夫人（北郷家12代当主北郷忠能の娘、法号「春嶺良仲大姉」）が家老の補佐を受けながら、明暦2年（1656年）までの16年間都城の治世を行ったとされている。久直夫人の死後、島津宗家の命により久定が久直の娘千代松を娶り、家督を相続した。
『都城市史』によると、忠能の妻（佐土原藩初代藩主島津征久の娘、法号「花庭玉蓮大姉」）や庶子北郷久常は家督相続に対する宗家の介入に抵抗する姿勢を示したが、最終的には宗家の命を受け入れた。島津宗家は北郷家への支配を強化するため、北郷家を監督する上置に島津家中の重臣鎌田政直を配置したり、屋敷の改築を命じたりした。
寛文2年（1662年）、19歳で病死した。継嗣なく、久定の三弟忠長が兄嫁であった千代松を娶り相続したが、この時、島津宗家の命により家名を北郷から島津へと改めたため、それ以降は都城島津家と称するようになった。